# Kilmacowen

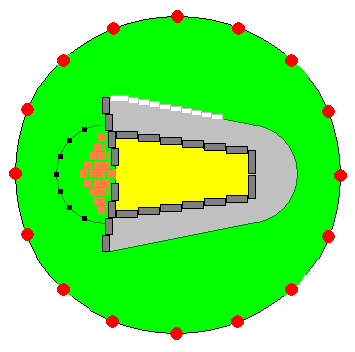
Idealtypisches Wedge Tomb Island (Co. Cork)

Kilmacowen (auch Kilmackowen, irisch Cill Mhic Eoghain - deutsch „Kirche des Sohns von Eoghan“) ist ein Townland in der Eyeries Area auf der Beara-Halbinsel im County Cork in Irland. Hier befinden sich benachbart ein großer Menhir (englisch Standing Stone) und ein Wedge Tomb.
Von der Castletownbere Road ist der Stein kurz vor dem Ort in einem Feld auf dem östlichen Hang gut zu sehen (Lage). Der Menhir ist etwa 2,9 m hoch und 1,7 m breit, aber nur etwa 0,25 m dick und die Einheimischen erinnern sich noch daran, dass hier mehrere Steine standen.
Oberhalb liegt ein kleines Wedge Tomb in einer niedrigen Steinreihe, die sich den Hügel hinauf windet und im Moor verschwindet (Lage). Diese kleine Steinreihe ist ein Merkmal der Beara-Fundpätze. Solche Dinge sind in anderen Bereichen verlorengegangen. Wedge Tombs (deutsch „Keilgräber“), früher auch „wedge-shaped gallery grave“ genannt, sind ganglose, mehrheitlich ungegliederte Megalithbauten der späten Jungsteinzeit und der frühen Bronzezeit.
Das Kilmacowen Wedge Tomb mit seinen seitwärts verschobenen Tragsteinreihen ist bekannt für die Schälchen (englisch cups), die auf der Innenseite des vorderen Tragsteins zu sehen sind. Es handelt sich um 20 Schälchen, von denen zwei Paare durch Rinnen verbunden sind.